# موسيقى.ياندكس
موسيقى.ياندكس هو موقع ويب من نوع قاعدة بيانات موسيقية أنشئ في 22 سبتمبر 2010، يقع مقره الرئيسي في روسيا، وهو متوفر باللغة الروسية.

## وصلات خارجية
- الموقع الرسمي